# Surhuisterveen

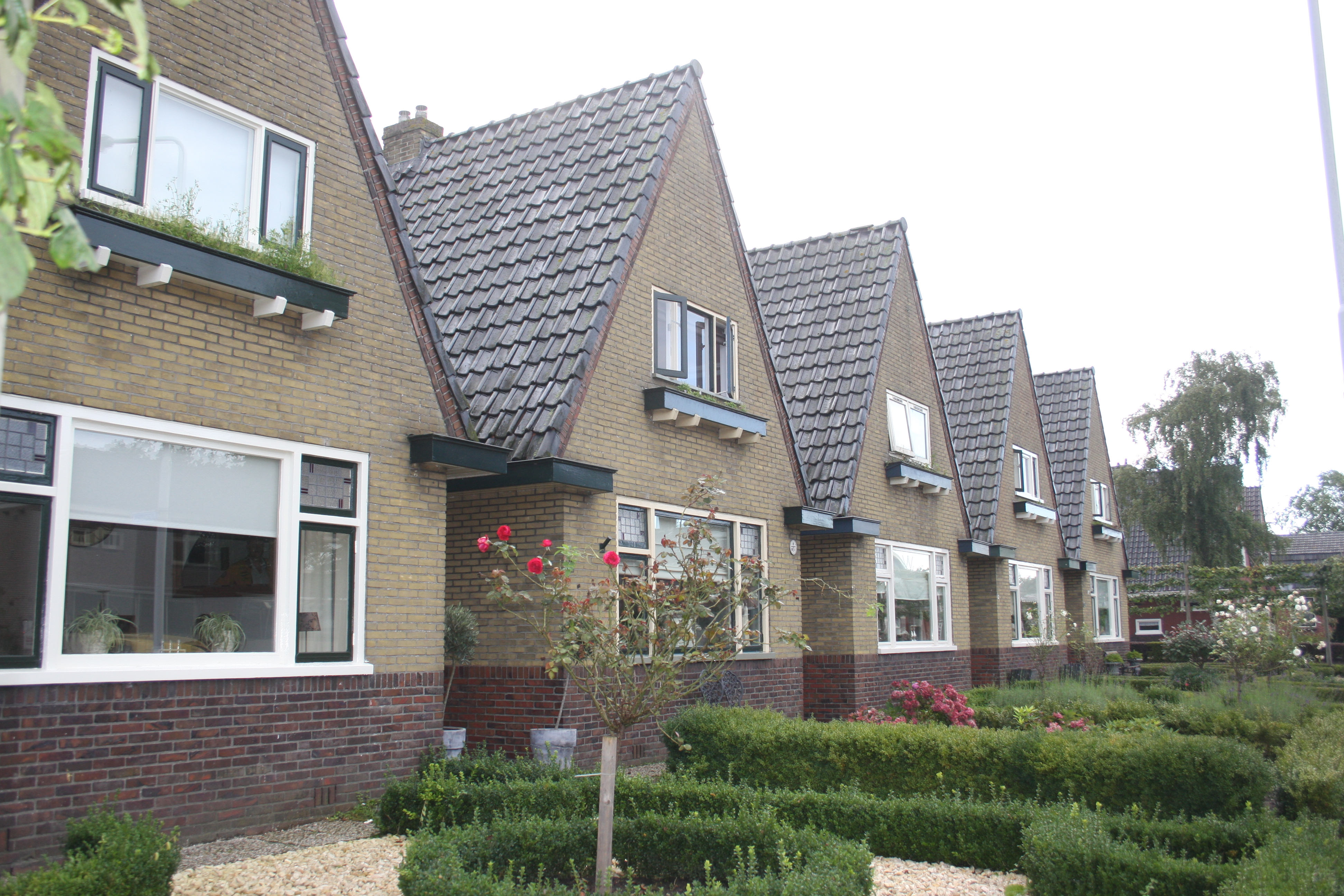
Edifici classificati come rijksmonumenten a Surhuisterveen

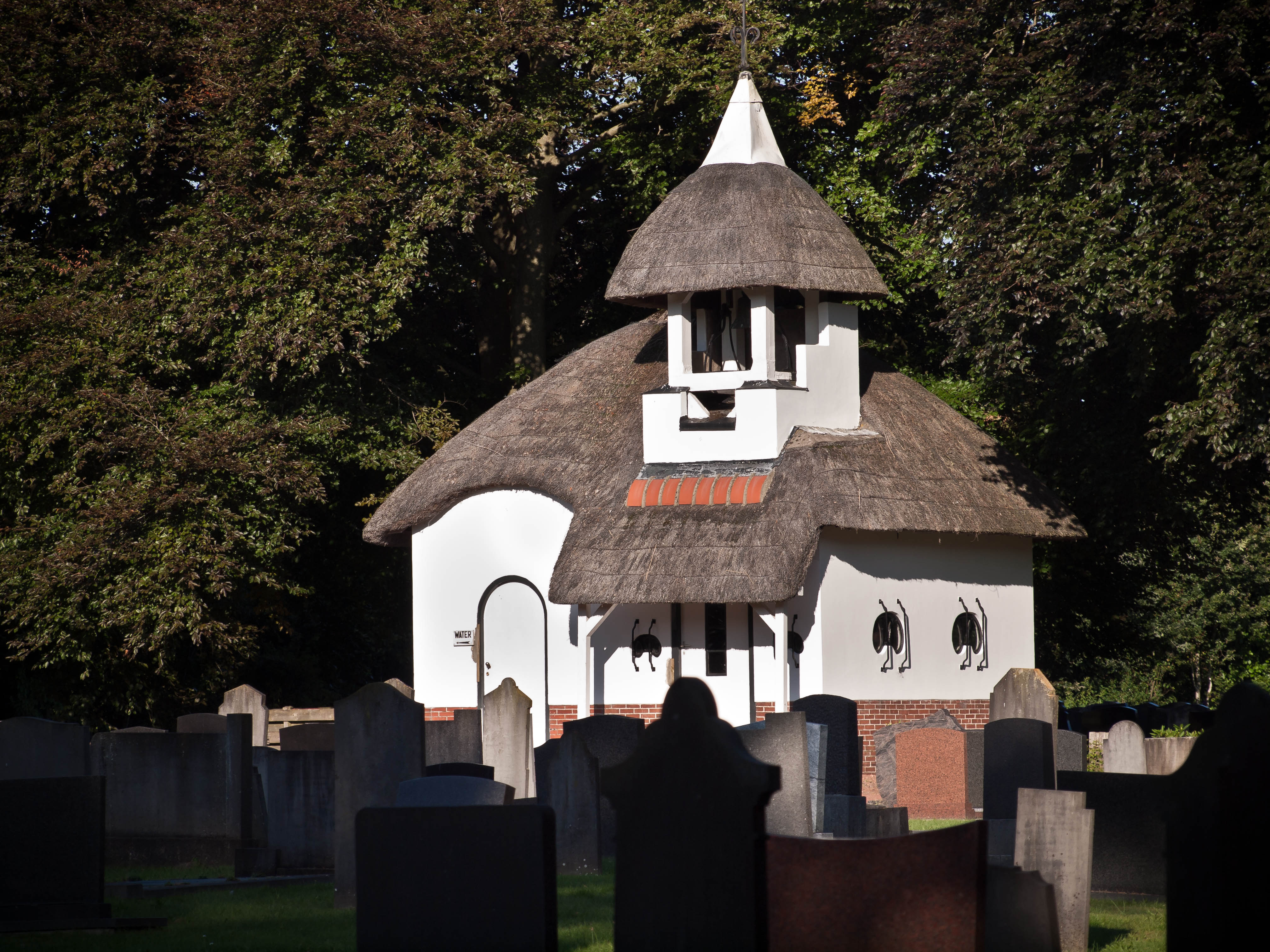
La Lijkenhuisje nel cimitero di Surhuisterveen

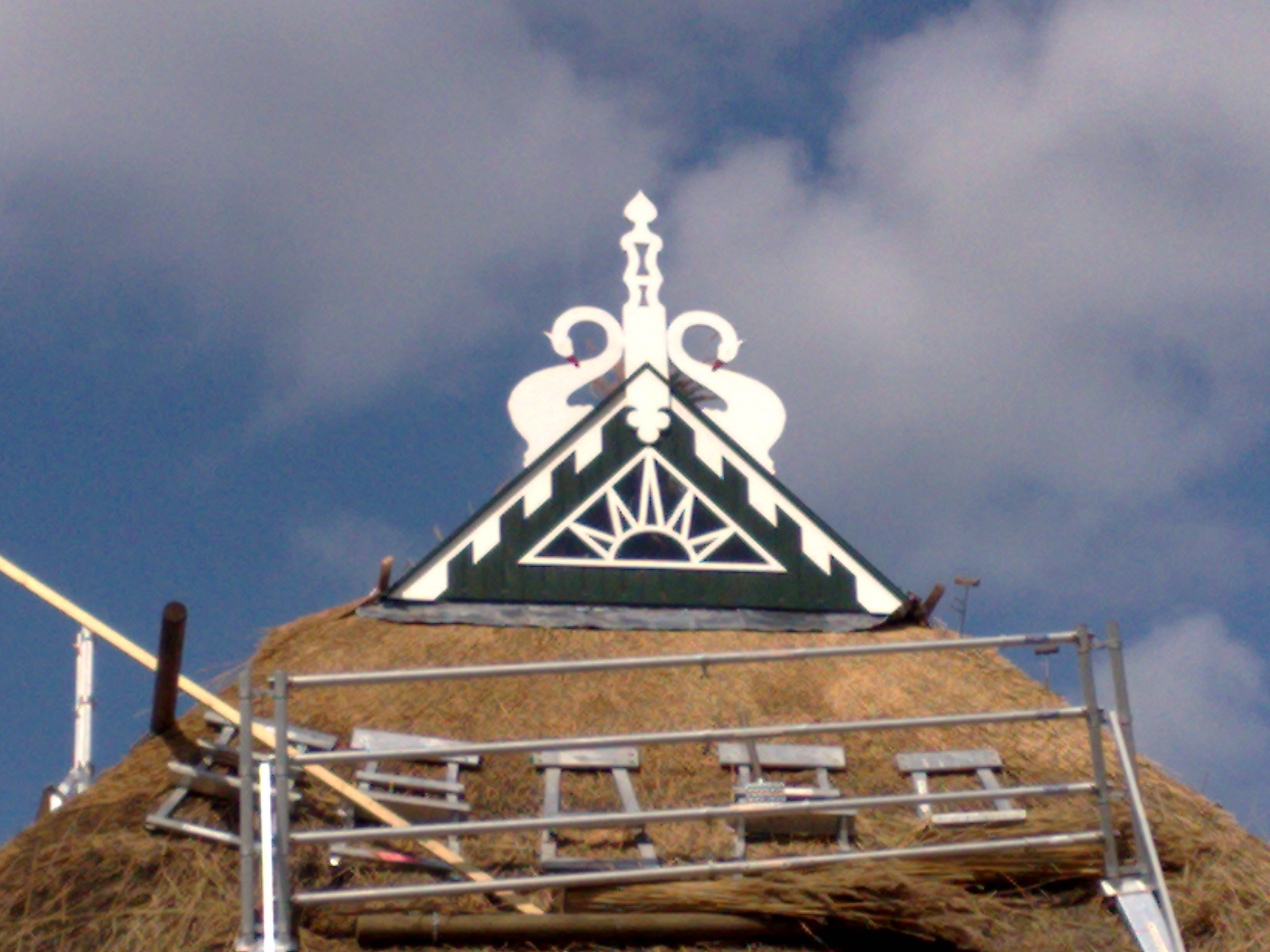
Tetto di un edificio a Surhuisterveen

Surhuisterveen (in frisone: Surhústerfean, colloquiale: 'It Fean) è un villaggio di circa 5.300 abitanti del nord dei Paesi Bassi, facente parte della provincia della Frisia e della municipalità di Achtkarspelen. È il villaggio più grande di questo comune.

## Geografia fisica

### Collocazione
Il villaggio di Surhuisterveen si trova nella parte centro-orientale della provincia della Frisia, nei pressi del confine con la provincia di Groninga e della sorgente del fiume Lauwers (che segna il confine tra Frisia e Groninga). È inoltre situato a circa 12 km  a nord-est di Drachten.

## Società

### Evoluzione demografica
Al censimento del 2008, Surhuisterveen contava una popolazione pari a 5.255 abitanti. Nel 2001, ne contava invece 5.285.

## Stemma
Lo stemma di Surhuisterveen è di colore giallo con una croce con una linea verticale rossa e una linea orizzontale blu e con in testa una corona.

## Edifici e luoghi d'interesse

### Chiesa protestante
La chiesa protestante (Hervormde Kerk) di Surhuisterveen fu costruita nel 1685 su progetto di Pyter de Schepper, figlio di Ysaäc de Schepper.

### Cimitero
Classificato come rijksmonument è il cimitero di Surhuisterveen.
Edificio degno di nota del cimitero è la Lijkenhuisje (letteralmente: "Casetta delle salme"), realizzata nel 1908 dall'architetto A. Velding. L'edificio presenta alcuni elementi in stile Art Nouveau.

### Koartwâld/Feanstermoune
Altro edificio d'interesse è il Koartwâld/Feanstermoune, un mulino a vento risalente al 1864.

## Sport
L'ultimo sabato di luglio si svolge annualmente a Surhuisterveen la Pieter Weening Classic, una corsa ciclistica con prove di diverso chilometraggio (25, 40, 60 e 100 km), che vede stabilmente la partecipazione di circa 2.000 persone.

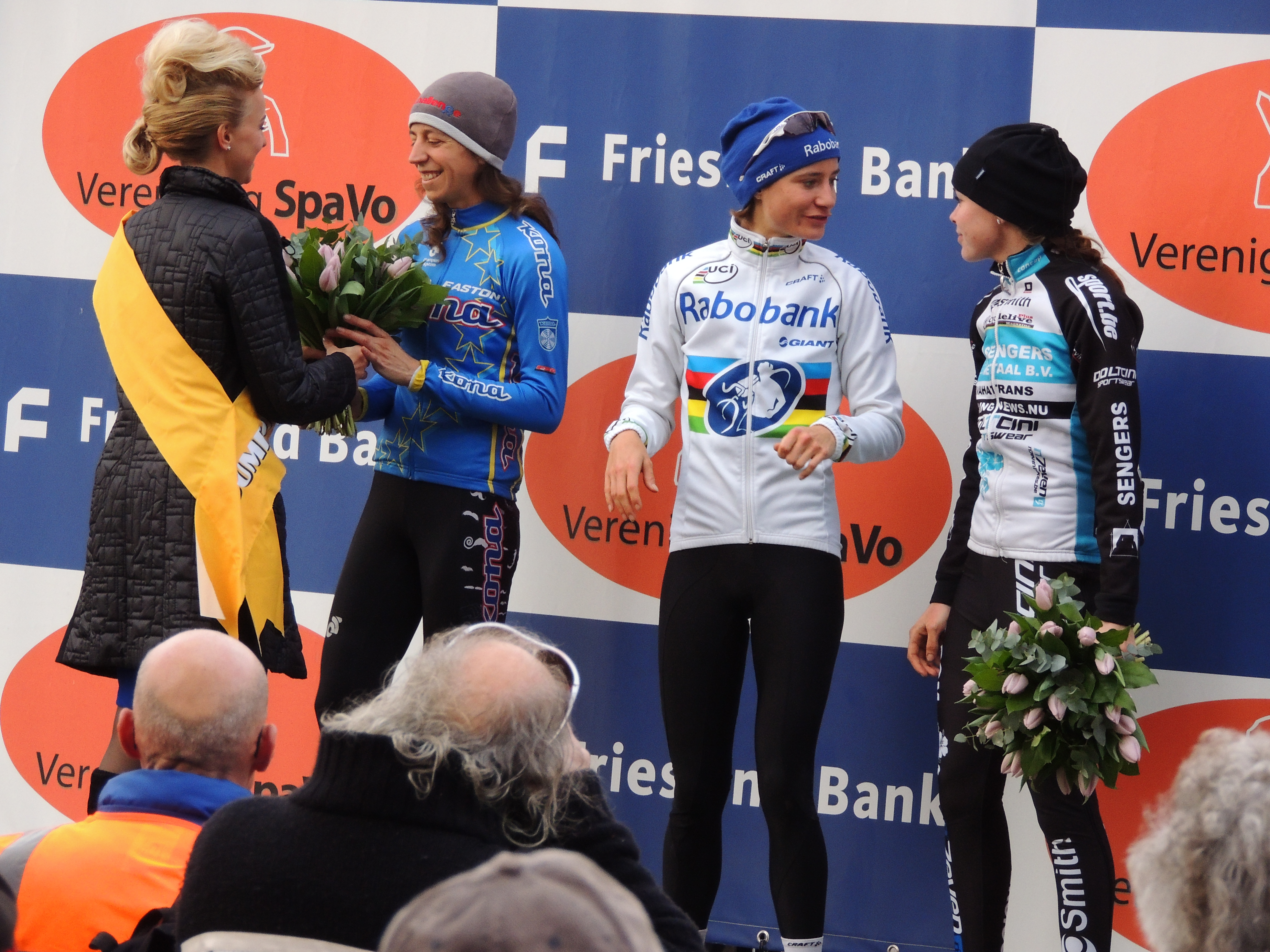
Surhuisterveen: premiazione della Pieter Weening Classic 2013

Le squadre di calcio locali sono il VV Surhuisterveen e 't Fean '58.